# Pierre-Jean Peltier
Pierre-Jean Peltier (født 20. maj 1984 i Pont-à-Mousson, Frankrig) er en fransk tidligere roer.
Peltier vandt bronze ved OL 2008 i Beijing, som del af den franske dobbeltfirer. Bådens øvrige besætning var Jonathan Coeffic, Julien Bahain og Cédric Berrest. I finalen blev franskmændene besejret af Polen, som vandt guld, samt af Italien, der tog sølvmedaljerne. Han deltog i samme disciplin ved OL 2012 i London, hvor franskmændene blev nr. 10.
Peltier vandt desuden to EM-medaljer i otter, en guldmedalje i 2008 og en bronzemedalje i 2009.

## OL-medaljer
- 2008:  Bronze i dobbeltfirer